# تداخل‌سنج نوری آزمایشی نیروی دریایی

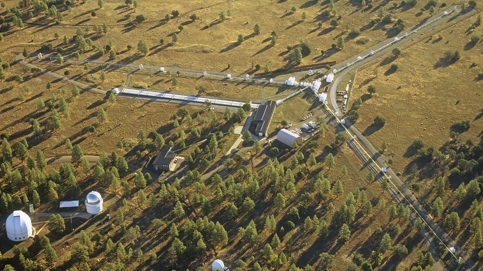

تداخل‌سنج نوری دقیق نیروی دریایی (به انگلیسی: Navy Precision Optical Interferometer) نام یک تداخل‌سنج نوری ستاره شناسی است که درایستگاه ستاره شناسی فلگستف در آریزونا قرار دارد. 
این تاسیسیات توسط نیروی دریایی ایالات متحده با همکاری آزمایشگاه تحقیقات نیروی دریایی (Naval Research Laboratory) و رصدخانه لوول (Lowell Observatory) اداره می شود.
این تداخل سنج نوری در وهله اول عکس برداری فضایی 
و فضا سنجی انجام می دهد. در وهله دوم یکی از اجزای اصلی برای جایگیری امن و ناوبری کامل وسایل نقلیه متعلق به دپارتمان دفاع 
(U.S. department of defense) است .
کیفیت رزلوشن تصاویر این تداخل‌سنج اپتیکی در جهان کم‌نظیر توصیف شده است.